# 356. Infanterie-Division (Wehrmacht)
Die 356. Infanterie-Division war ein militärischer Großverband der Wehrmacht.

## Divisionsgeschichte
Die Infanterie-Division wurde am 1. Mai 1943 in Toulon in Frankreich aufgestellt und danach dort auch stationiert.
Im November 1943 wurde der Verband von Frankreich nach Italien an die ligurische Küste zwischen Ventimiglia und Genua verlegt. Im Frühjahr 1944 waren Einheiten der Division zur Partisanenbekämpfung in Norditalien zwischen Ligurien und Piemont eingesetzt. Die Aufklärungs-Abteilung wurde Ende Januar 1944 in den Raum Anzio-Nettuno verlegt und nahm bei Cisterna di Latina und Velletri an der Schlacht von Anzio teil. Von Mitte Februar bis Anfang März wurde sie anschließend auf die Monti Aurunci bei Castelforte und die Monti Ausoni bei Coreno Ausonio an der Gustav-Linie eingesetzt. Das I. Bataillon des Grenadier-Regiments 871 wurde Anfang März ebenfalls an die Gustav-Linie an den Fluss Garigliano verlegt und kämpfte dort bis Ende März.
Im Juni 1944 wurde die Division in die Toskana verlegt und anschließend in der Toskana und der Emilia-Romagna an der Gotenstellung eingesetzt. Im Juli 1944 war die Division südlich von Florenz bei Greve in Chianti in heftige Abwehrkämpfe gegen angreifende südafrikanische Verbände verwickelt mit denen die Alliierten ihren Angriff auf Florenz begannen.
Im Januar 1945 wurde die Division zunächst nach Ungarn und anschließend an die Ostfront verlegt und erlitt hier sehr schwere Verluste.
Im Mai 1945 geriet die Division bei Wiener Neustadt in US-amerikanische Kriegsgefangenschaft.

## Kriegsverbrechen
Angehörige verschiedener Einheiten der Division waren in Italien zwischen Januar und August 1944 an mehreren Kriegsverbrechen beteiligt. Die meisten Opfer forderte mit 97 Toten bei einer Partisanenbekämpfungsaktion am 6. April 1944 im Kloster Benedicta bei Bosio in der Provinz Alessandria im Ligurischen Apennin bei den auch Angehörige der Grenadier Regimenter 869 und 871 beteiligt waren. Beim Massaker in Ortsteil Fragheto in der Gemeinde Casteldelci am 7. April 1944 ausgeführt durch Angehörige der 5. Kompanie des II. Bataillons Grenadier Regiment 871 waren von den 31 Opfern der Großteil Frauen und Kinder.
Insgesamt wurden laut dem von der Deutschen Bundesregierung finanzierten und von einer Historikerkommission geleiteten Projekts Atlante degli Stragi Naziste e Fasciste in Italia (dt. Atlas der nazistischen und faschistischen Massaker in Italien) bis zum Kriegsende in Italien über 200 Personen durch Angehörige der 356. Infanterie-Division getötet.

## Gliederung
- Grenadier-Regiment 869
- Grenadier-Regiment 870
- Grenadier-Regiment 871
- Infanterie-Regiment 356
- Panzerjäger-Abteilung 356
- Divisions-Füsilier-Bataillon 356
- Artillerie-Regiment 356
- Pionier-Bataillon 356
- Feldersatz-Bataillon 356
- Schnelle Abteilung 356
- Aufklärungs-Abteilung 356
- Divisions-Nachrichten-Abteilung 356
- Divisions-Nachschubführer 356
- Divisions-Versorgungs-Regiment
- Kraftwagen-Transport-Abteilung
- Ortskommandantur 356
- Landesschützenbataillon 356
- Sicherungs-Bataillon 356
- Stalag 356
- Marine-Insel-Bataillon 356
- gem. Flak-Abteilung 356
- Luftnachrichten-Regiment 356

Quelle

## Personen
| Damaliger Rang  | Name                  | Zeitraum                      |
| --------------- | --------------------- | ----------------------------- |
| Generalleutnant | Egon von Neindorff    | 1. Mai 1943 bis 15. Mai 1943  |
| Generalleutnant | Karl Faulenbach       | 15. Mai 1943 bis Oktober 1944 |
| Oberst          | Kleinhenz             | Oktober 1944 bis Februar 1945 |
| Oberst          | Sylvester von Saldern | Februar 1945 bis Auflösung    |

## Bekannte Divisionsangehörige
- Kurt Kühme (1885–1944), war von 1943 bis 1945, für die NSDAP, Mitglied des nationalsozialistischen Reichstags